# Rex-JAP
Rex-JAP is een historisch merk van motorfietsmerk.
Premier Motorcycle Company, Birmingham (1911-1915).
Engels merk waar JAP-motoren van 293- tot 996 cc werden ingebouwd in frames die bij Rex in Coventry gebouwd werden. Zie ook PMC (motorfiets).